# Свищ євразійський

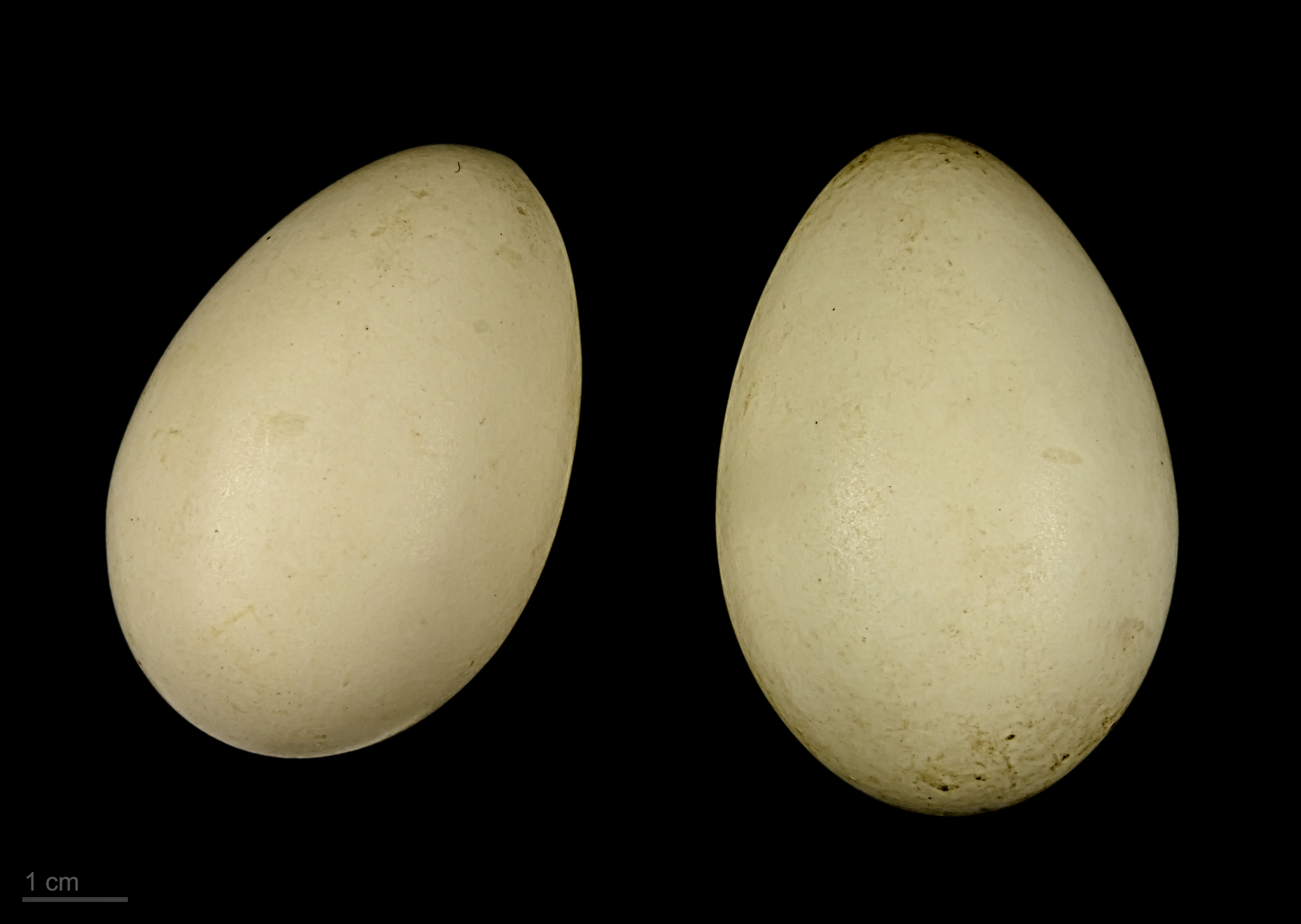
яйце Mareca penelope - Тулузький музей

Свищ євразі́йський (Anas penelope), який багато чим нагадує свища американського, — вид качки середнього розміру з родини качкових. В Україні - гніздовий, мігруючий, зимуючий птах.

## Опис
Ця качка має розмір 45-50 см у довжину, розмах крил — 71-80 см, і вагу — 0,5-1 кг. Колір самця та самки схожий — світло-коричневий, інколи самки можуть мати руду морфу з червоною головою або сіру морфу з темно-сірою головою. Голова у цього виду світліша ніж у інших, а також має білі жилки на крилах. У шлюбний період самець відрізняється від самки. Він має сірі боки, ззаду чорний, білі плями на верхніх частинах крил, темно-зелене «дзеркало», рожеві груди, біле черево, каштанову голову. Лоб і тім'я блідо-охристе. Самка має скромніший вигляд з постійною буруватою мастю.

## Розповсюдження
Свищ мешкає у північних частинах Європи та Азії: від Ісландії, Скандинавії до Чукотки і Камчатки (Росія), Північно-Західної Монголії.
Всюди, окрім Британських островів, він перелітний птах. Зимує у Західній Європі, Середземномор'ї, у південних частинах Азії та у Японії.
В Україні гніздовий, перелітний, зимуючий. Гніздиться на північному сході країни; під час міграцій трапляється на всій території; зимує у Північно-Західному Причорномор’ї, на Сиваші та в Західному Приазов'ї.

## Спосіб життя
Свищ літає легко та швидко, за маневреністю поступається лише чиркам. З води піднімається легко, при необхідності може злітати майже вертикально.
Селиться на озерах, які багаті водяною рослинністю та невеликими вільними плесами. Озер, що заросли очеретом свищі уникають.
Навесні на місця гніздування свищі прилітають запізно, приблизно в середині квітня-наприкінці травня. З'являються вже парами. У шлюбний період чужих самок самці свища не переслідують. Гнізда розташовані на землі поблизу водоймищ, зазвичай добре укриті під кущами, деревами. Гнізда мають вигляд ямки глибиною 5-7 см, з дуже бідною рослинністю як настилом або без неї, проте із значною кількістю пуху.
У кладці як правило 7-10 яєць, частіше 9. Яйця білого кольору. Розміри яйця 50-59х33-40 мм. У висиджуванні бере участь тільки самка впродовж 22-25 днів. У гнізді пташенята залишаються біля доби, після чого, як просохнуть, мати виводить їх до водоймища. Вони вже добре пересуваються суходолом і плавають. Каченята ростуть швидко і у віці 45 днів починають літати.
Наприкінці серпня — на початку вересня, іноді й у жовтні свищі відлітають на зимівлю.
Харчуються рослинною їжею, здебільшого зеленим листям, корінням та цибулинами водяних рослин, як от сусаку, ряски, плавуна, валіснерії, камки, рдесника та злаків — мітлиці. Іноді свищі поїдають молюсків.

## Значення
Свищ має велике промислове значення. Особливо у значній кількості добувається на зимівлях, де він утворює чималі скупчення. За якістю м'яса свища — одна з найкращих качок.